# Dublany (gmina w powiecie lwowskim)
Dublany (do 1937 Malechów) – dawna gmina wiejska w powiecie lwowskim województwa lwowskiego II Rzeczypospolitej. Siedzibą gminy były Dublany.
Gminę utworzono 1 kwietnia 1937 r. z terytorium zniesionej gminy Malechów: gromad Dublany, Grzęda, Grzybowice, Laszki Murowane, Malechów, Podliski Małe, Sieciechów, Sroki Lwowskie, Stroniatyn, Zboiska i Żydatycze.
Pod okupacją niemiecką w Polsce (GG) gminę zniesiono, włączając ją do nowo utworzonych gmin Zapytów (Dublany, Podliski Małe, Sieciechów, Stroniatyn i Żydatycze) i Zaszków (Grzęda i Grzybowice) oraz do Lwowa (Laszki Murowane, Malechów, Sroki Lwowskie i Zboiska).
Po II wojnie światowej obszar gminy został odłączony od Polski i włączony do Ukraińskiej SRR.